# Faille de la Moyenne Durance
La faille de la Moyenne Durance, dite aussi faille de Cadarache, est une faille de France située dans le sud-est du pays, dans la région Provence-Alpes-Côte d'Azur, notamment dans la vallée de la Durance. Elle est à l'origine de plusieurs séismes et pose des risques humains et technologiques avec l'implantation dans la région de plusieurs sites sensibles, notamment des barrages et des installations nucléaires (centre CEA de Cadarache).

## Caractéristiques
La faille est constituée d'un système complexe de multiples failles, formés par plusieurs segments de 10 à 17 kilomètres de longueur chacun, pour une longueur totale d'environ 80 kilomètres, de Saint-Geniez au nord-est à Venelles au sud-ouest,.